# Abchazské lidové shromáždění

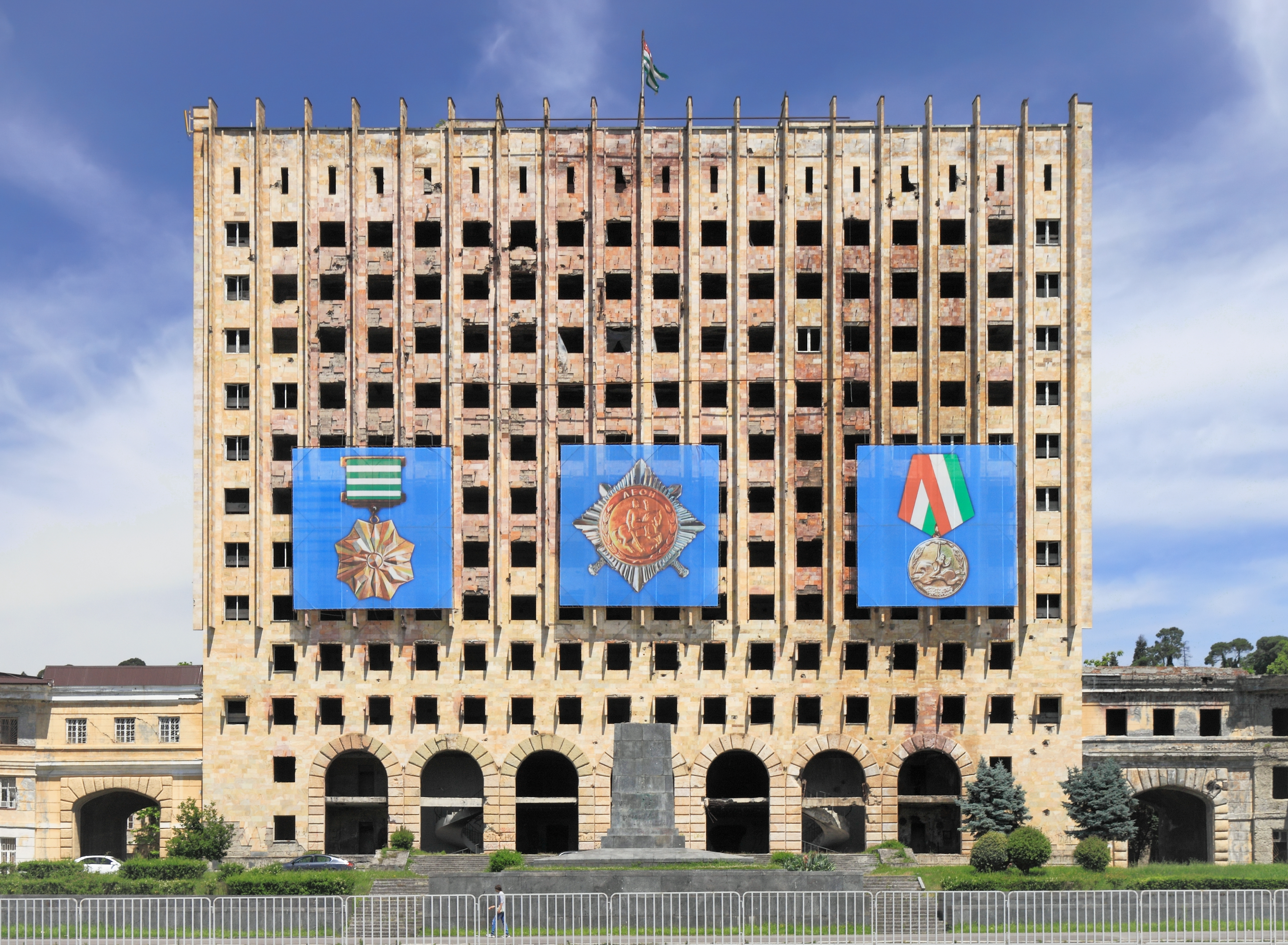
Bývalá Budova Abchazského Parlamentu

Lidové shromáždění Abcházie (abchazsky Аԥсны Жәлар Реизара) je jednokomorový 35členný zákonodárný sbor Abcházie. Členové jsou voleni dvoukolovým většinovým systémem na pět let. Poslední volby proběhly v březnu 2022.

## Funkce
Lidové shromáždění Abcházie má následující funkce:
- Přijímat ústavu a zákony
- Rozhodovat o administrativních a územních změnách
- Informovat prezidenta o situaci v zemi a radit mu v oblasti směru zahraniční a domácí politiky
- Projednávat a schvalovat rozpočet a dohlížet na jeho dodržování
- Má na starosti trestní právo
- Poskytuje výklad ústavy a zákonů republiky Abcházie
- Rozhoduje, kdo obdrží státní vyznamenání a čestné tituly
- Schvaluje a vypovídá mezinárodní smlouvy
- Volí předsedu shromáždění a místopředsedy
- Odvolává se souhlasem prezidenta: generály, předsedu národní banky a jiné úředníky
- Rozhoduje o vyslovení důvěry členům vlády
- Může vznést obvinění proti prezidentovi a odvolat ho z funkce
- Vyhlašuje amnestie
- Rozhoduje o vyhlašování války a uzavírání míru
- Rozhoduje o imunitě poslanců
- Rozhoduje o zákonnosti stavu nouze a stanného práva
- Vykonává další pravomoci na základě Ústavy a dle zákonů republiky Abcházie

## Výbory
V lidovém shromáždění Abcházie funguje 8 výborů:
1. Výbor pro právní politiku, státní rozvoj a lidská práva
2. Výbor pro rozpočet, daně a finance
3. Výbor pro hospodářskou politiku, reformy a inovace
4. Výbor pro obranu a národní bezpečnost
5. Výbor pro sociální politiku, zdravotnictví a zaměstnanost
6. Výbor pro vzdělávání, vědu, kulturu, náboženství, mládež a sport
7. Výbor pro mezinárodní, meziparlamentní vztahy a vztahy s krajany
8. Výbor pro zemědělskou politiku, využívání přírodních zdrojů a životní prostředí

## Seznam členů
Aktuální seznam členů na funkční období 2012 - 2017.
| číslo volebního Okrsku | volební okrsek | Jméno            | pozice ve shromáždění                                                                     | strana                       |
| ---------------------- | -------------- | ---------------- | ----------------------------------------------------------------------------------------- | ---------------------------- |
| 1                      | Suchumi        | Beslan Ešba      |                                                                                           | nezávislý                    |
| 2                      | Suchumi        | Aslan Kobachia   |                                                                                           | Fórum pro Jednotnou Abcházii |
| 3                      | Suchumi        | Beslan Cvinaria  |                                                                                           | nezávislý                    |
| 4                      | Suchumi        | Valerij Agrba    | Předseda výboru pro právní politiku, Státní rozvoj a lidská práva                         | nezávislý                    |
| 5                      | Suchumi        | Achra Bžania     | Předseda výboru pro vzdělávání, vědu, kulturu, náboženství, mládež a sport                | Fórum pro Jednotnou Abcházii |
| 6                      | Suchumi        | Artur Mikvabia   |                                                                                           | nezávislý                    |
| 7                      | Suchumi        | Zaur Jazyčba     |                                                                                           | nezávislý                    |
| 8                      | Picunda        | Beslan Gubaz     |                                                                                           | nezávislý                    |
| 9                      | Bzyb           | Valerij Bganba   | Předseda                                                                                  | nezávislý                    |
| 10                     | Gagra          | Anzor Kokoskeria |                                                                                           | nezávislý                    |
| 11                     | Gagra          | Beslan Barcic    |                                                                                           | nezávislý                    |
| 12                     | Candrypš       | Vagašak Kosyjan  | Místopředseda                                                                             | nezávislý                    |
| 13                     | Otchura        | Georgij Agrba    | Předseda výboru pro rozpočet, daně a finance                                              | nezávislý                    |
| 14                     | Duripš         | Guram Bargandžia | Předseda výboru pro hospodářskou politiku, reformy a inovace                              | nezávislý                    |
| 15                     | Lychny         | Mihail Sangulia  |                                                                                           | jednotná Abcházie            |
| 16                     | Gudauta        | Leonid Čamagva   |                                                                                           | nezávislý                    |
| 17                     | Aacin          | Dmitrij Gunba    |                                                                                           | jednotná Abcházie            |
| 18                     | Nový Atos      | Achra Pačulia    |                                                                                           | nezávislý                    |
| 19                     | Ešera          | Fazlibei Avidzba | Předseda výboru pro obranu a národní bezpečnost                                           | nezávislý                    |
| 20                     | Gumista        | Levon Galustyjan |                                                                                           | nezávislý                    |
| 21                     | Besleti        | Valerij Kvarčia  |                                                                                           | nezávislý                    |
| 22                     | Pšap           | Robert Jajlyjan  |                                                                                           | nezávislý                    |
| 23                     | Machara        | Said Charazia    |                                                                                           | nezávislý                    |
| 24                     | Dranda         | Adgur Charazia   | Místopředseda                                                                             | nezávislý                    |
| 25                     | Beslachuba     | Jurij Zuchba     | Předseda výboru pro mezinárodní, meziparlamentní vztahy a vztahy s krajany                | nezávislý                    |
| 26                     | Člou           | Beslan Butba     |                                                                                           | nezávislý                    |
| 27                     | Kutol          | Appolon Gurgulia | Předseda výboru pro sociální politiku, zdravotnictví a zaměstnání                         | Fórum pro Jednotnou Abcházii |
| 28                     | Atara          | Temur Kvicinia   |                                                                                           | nezávislý                    |
| 29                     | Očamčyra       | Otari Cvižba     | Místopředseda                                                                             | nezávislý                    |
| 30                     | Tkvarčeli      | Raul Chadžimba   |                                                                                           | Fórum pro Jednotnou Abcházii |
| 31                     | Tkvarčeli      | Kan Kvarčia      |                                                                                           | nezávislý                    |
| 32                     | Uakum          | Emma Gamisonia   | Místopředseda                                                                             | nezávislý                    |
| 33                     | Čuburchindži   | Levon Galustyjan |                                                                                           | Jednotná Abcházie            |
| 34                     | Gali           | Nodik Kvicinia   | Předseda výboru pro zemědělskou politiku, využívání přírodních zdrojů a životní prostředí | nezávislý                    |
| 35                     | Šašikvar       | Bežan Ubiria     |                                                                                           | nezávislý                    |